# Orientothele jingzhao
Espèce
Synonymes
- Macrothele jingzhao Chen, Jiang & Yang, 2020

Orientothele jingzhao est une espèce d'araignées mygalomorphes de la famille des Macrothelidae.

## Distribution
Cette espèce est endémique du Yunnan en Chine,. Elle se rencontre dans le xian de Lanping.

## Description
Le mâle holotype mesure 16,05 mm.

## Systématique et taxinomie
Cette espèce a été décrite sous le protonyme Macrothele jingzhao par Chen, Jiang et Yang en 2020. Elle est placée dans le genre Orientothele par Shao, Zhou et Lin en 2025.

## Publication originale
- Chen, Jiang & Yang, 2020 : « Two new species of the genus Macrothele of China (Araneae, Macrothelidae). » Journal of Guangxi Normal University (Natural Science Edition), vol. 38, no 1, p. 114-119.